# オレム (ユタ州)

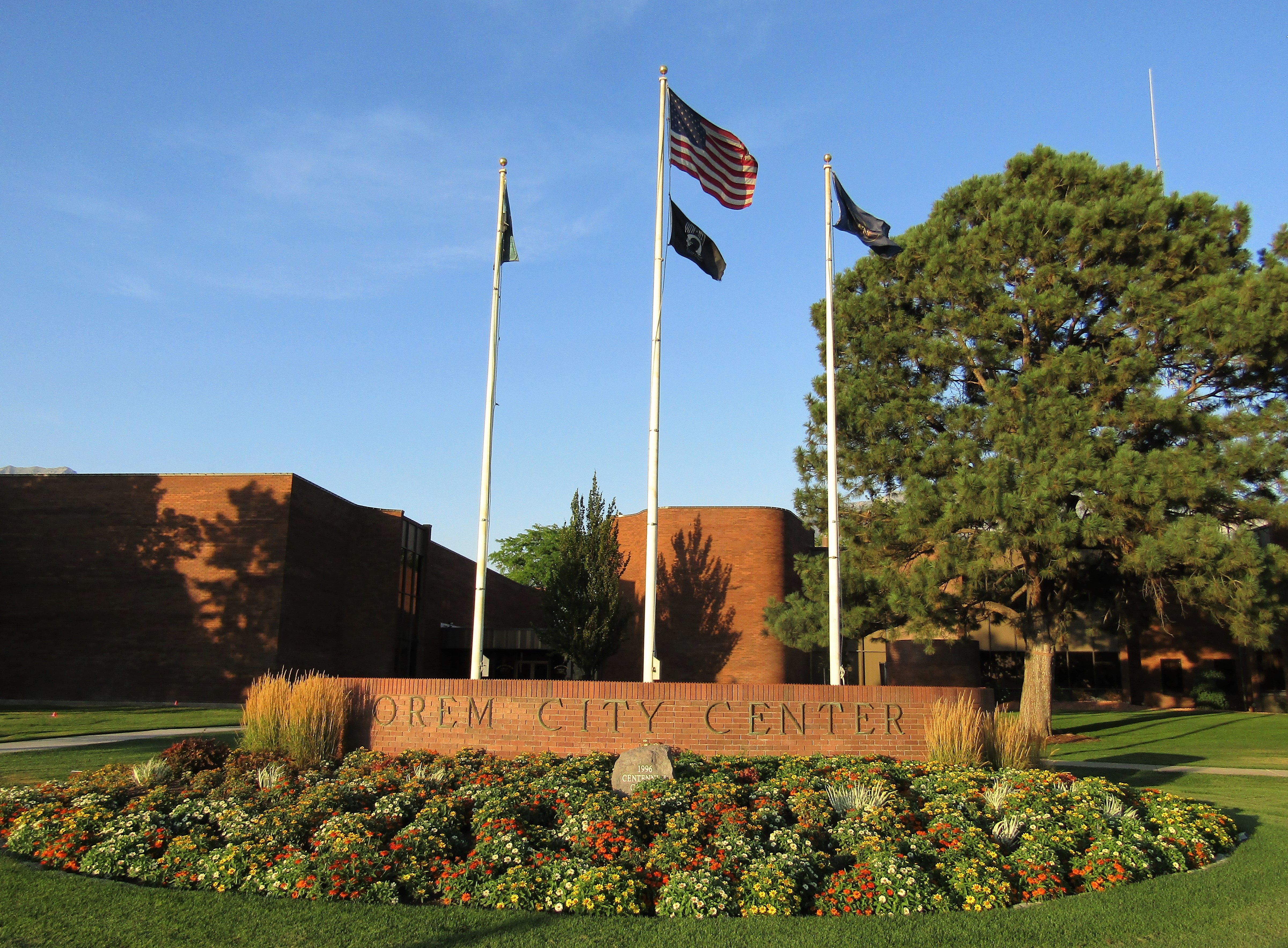
オレムシティセンター

オレム（Orem）は、アメリカ合衆国ユタ州のユタ郡にある都市。人口は9万8129人（2020年）。プロボ、リンドン、ビンヤードに隣接しており、州都ソルトレイクシティから南へ約72キロ離れている。

## 地理
オレムは北緯40度17分56秒 西経111度41分47秒 / 北緯40.29889度 西経111.69639度 (40.298753, -111.696486)に位置している。
アメリカ合衆国統計局によると、オレムは総面積47.8 km² (18.4 mi²) であり、すべてが陸地で占められている。
オレムはユタ湖の東岸にあり、ティンパノゴス山のふもとでもある。オレムの東はプロボである。

## 人口動勢
2000年の国勢調査で、オレムは人口84,324人、23,382世帯、及び19,079家族が暮らしている。人口密度は1,765.6/km2 (4,572.6/mi2) である。平均して506.0軒/km2 (1,310.4軒/mi2) の密度で24,166軒の住宅が建っている。この都市の人種的な構成は白人90.80%、アフリカン・アメリカン0.33%、先住民0.73%、アジア系1.45%、太平洋諸島系0.86%、その他の人種3.64%、及び混血2.18%である。ここの人口の8.56%はヒスパニックまたはラテン系である。
この都市の世帯ごとの平均的な収入は47,529米ドルであり、家族ごとの平均的な収入は51,214米ドルである。男性は38,221米ドルに対して女性は22,815米ドルの平均的な収入がある。この都市の一人当たりの収入 (per capita income) は16,590米ドルである。18歳未満の8.9%及び65歳以上の4.8%を含む、家族の約5.8%及び人口の8.4%の収入は貧困線以下である。

## 交通

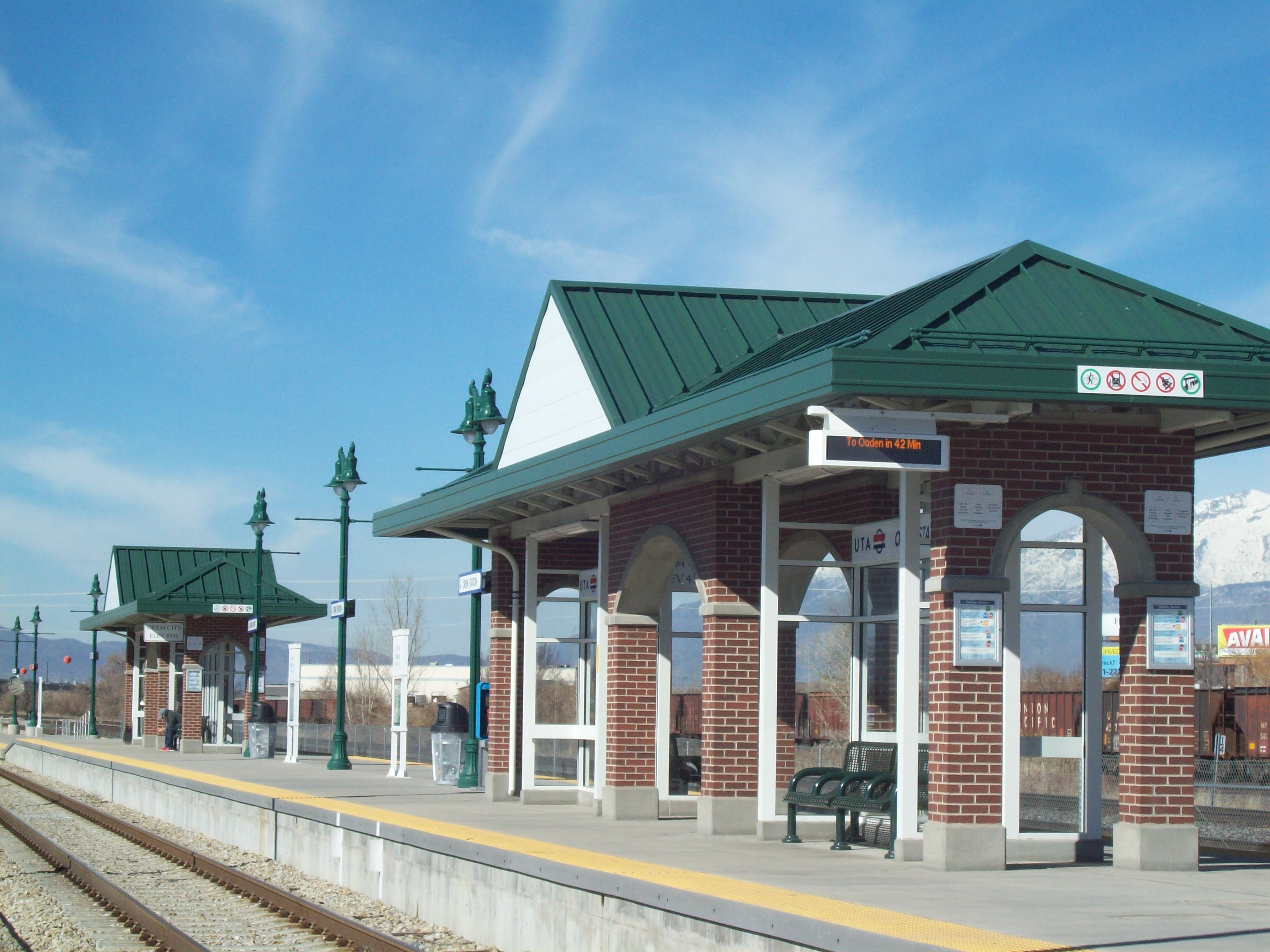
オレム駅

オレム駅にはユタ交通公社の通勤列車「フロントランナー」が停車する。